# Söderfors distrikt
Söderfors distrikt är ett distrikt i Tierps kommun och Uppsala län. Distriktet ligger omkring Söderfors, på gränsen mellan Gästrikland och Uppland.

## Tidigare administrativ tillhörighet
Distriktet inrättades 2016 och utgörs av socknen Söderfors i Tierps kommun.
Området motsvarar den omfattning Söderfors församling hade vid årsskiftet 1999/2000.

## Tätorter och småorter
I Söderfors distrikt finns en tätort men inga småorter.

### Tätorter
- Söderfors